# جاك فيتزباتريك
جاك فيتزباتريك (18 ديسمبر 1911 في أستراليا - 23 يناير 1999) (بالإنجليزية: Jack Fitzpatrick)‏ هو لاعب كريكت أسترالي.

## وصلات خارجية
- جاك فيتزباتريك على موقع إي آس بي آن كريك إنفو (الإنجليزية)